# Continental O-300
Continental O-300 og C145 er en familie af luftkølede 6-cylindrede boksermotorer til fly, fremstillet af Teledyne Continental Motors.
De første motorer blev bygget i 1947, i 2017 er der stadig flere versioner i produktion. De blev produceret på licens i Storbritannien af Rolls-Royce i 1960erne.

## Udvikling
C-145 var en videreudvikling af C-125 motoren, som leverede 125 hk (93 kW). Begge motorer har samme krumtaphus, selv om C-145 leverer 20 hk (15 kW) mere takket være en længere slaglængde, en højere kompression (7.0:1) og andre kaburatorinstillinger.
O-300 er en moderniseret C-145 og har samme vægt, dimensioner, boring, slaglængde, kompressionsforhold, slagvolumen og udgangseffekt som den tidligere motor.

### GO-300
GO-300 har et reduktionsgear, så motorens omdrejningstal på 3.200 omdrejninger pr. minut nedsættest til 2.400 på propellen.  GO-300 leverer 175 hk (130 kW) hvorimod den ugearede O-300 leverer 145 hk (108 kW).
GO-300 har en tid imellem hovedeftersyn (time between overhaul, TBO) på kun 1.200 timer, mens den ugearede O-300 har en TBO på 1.800 timer. GO-300 havde problemer med pålideligheden, hovedsageligt fordi mange piloter fejlbetjente motoren ved at lade den arbejde ved for lavt omdrejningstal. Dette medførte at Cessna Skylark fik et dårligt rygte for motorens pålidelighed. Mange af de Skylarks der endnu flyver, har fået andre motorer med direkte drevet propel.

## Varianter
C145
Seks-cylindret, 145 hk (108 kW) motor med direkte drevet propel.
C145-2

O-300
Moderniseter C145, 145 hk (108 kW) motor med direkte drevet propel.
O-300-A

O-300-B

O-300-C

O-300-D

O-300-E
Begrænset styktal fremstillet; beregnet til Beagle B.218X twin, der aldrig gik i produktion.
GO-300
Nedgearet O-300, 175 h (130 kW) ved 3200 omdr. på krumtappen, 2400 omdr. på propellen.
GO-300-A

GO-300-C

GO-300-D

Voyager 300
Væskekølet version med brændstofindsprøjtning, leverede 170 hk (127 kW) ved 2700 omdr.
Rolls-Royce-Continental O-300
Licensproduktion i United Kingdom.

## Anvendelse

### O-300
- Aeronca Sedan
- Baumann Brigadier
- Cessna 160 - skulle anvendes i produktionsmodellen[4]
- Cessna 170
- Cessna 172 og T-41 Mescalero
- Maule M-4
- Meyers MAC-145
- Taylorcraft 15
- Temco TE-1A
- Globe Swift

### GO-300
- Cessna 175
- Goodyear GZ-19 and GZ-19A

### Voyager 300
- Alexeev Strizh

## Specifikationer (O-300)
| Type:            | 6-cylindret, luftkølet | firetakts bokser-flymotor               |
| Boring:          | 4 1⁄16 in              | 103,1 mm                                |
| slaglængde:      | 3 7⁄8 in               | 98,4 mm                                 |
| Slagvolumen:     | 301,4 in³              | 4,94 L                                  |
| Længde:          | 39,75 in               | 101 cm                                  |
| Bredde:          | 31,5 in                | 80 cm                                   |
| Højde:           | 23,25 in               | 59 cm                                   |
| Vægt:            | 268 lbs                | 121,5 kg tør, uden starter og generator |
| Køling:          | Luftkølet              |                                         |
| Effekt:          | 145 hk (US hp)         | 108 kW ved 2700 omdr. pr. min.          |
| Specifik effekt: | 0,58 hk/in³            | 26,5 kW/l                               |
| Kompression:     | 7.0:1                  |                                         |
| Effekt/vægt:     | 0,54 hk/lb             | 0,89 kW/kg                              |